# Ctonioïdeus
Els ctonioïdeus (Chthonioidea) són una de les sis superfamílies de pseudoescorpins.
Es caracteritzen per tenir els tarsos de les potes anteriors fets d'un sol artell, i els de les posteriors, de dos. Són de mida petita, 1-2 mm. de llargada, tenen 4 ulls i els quelícers molt llargs.
Es troben arreu del món, especialment a les zones tropicals i subtropicals. Com la majoria dels pseudoescorpins, es troben al sòl, entre la fullaraca o sota l'escorça dels arbres. Alguns són cavernícoles.

## Sistemàtica
La superfamília dels ctonioïdeus se subdivideix en dues famílies:
- Els ctònids (Chthoniidae), presents a la fauna dels Països Catalans.
- Els tridenctònids (Tridenchthoniidae).